# 恩格拉
恩格拉，是西班牙巴伦西亚自治区巴伦西亚省的一个市镇。总面积242平方公里，总人口5191人（2001年），人口密度21人/平方公里。